# Аметистов питон
Аметистов питон (Simalia amethistina) е вид змия от семейство Питонови (Pythonidae). Видът не е застрашен от изчезване.

## Разпространение и местообитание
Разпространен е в Австралия (Куинсланд), Индонезия (Малуку и Западна Нова Гвинея) и Папуа Нова Гвинея (Бисмарк).
Обитава гористи местности и храсталаци в райони с тропически климат.

## Описание
Продължителността им на живот е около 13,8 години.